# Tour TV d'Iriški Venac
La tour TV d'Iriški Venac est une tour de retransmission de télévision située au sud de Novi Sad en Serbie.

## Histoire
Elle a été construite en 1975. Sa partie basse a été en partie détruite en 1999 par les bombardements de l'OTAN. 